# Внутрішня збірна Алжиру з футболу
Внутрішня збі́рна Алжи́ру з футбо́лу (араб. منتخب الجزائر لكرة القدم للمحليين) — команда, що складається з алжирських гравців, що виступають в чемпіонаті Алжиру. Представляє Алжир  на чемпіонаті африканських націй. Керівна організація — Алжирська федерація футболу.

## Статистика
| Чемпіонат африканських націй | Чемпіонат африканських націй | Чемпіонат африканських націй | Чемпіонат африканських націй | Чемпіонат африканських націй | Чемпіонат африканських націй | Чемпіонат африканських націй | Чемпіонат африканських націй | Чемпіонат африканських націй |
| Участей: 1                   | Участей: 1                   | Участей: 1                   | Участей: 1                   | Участей: 1                   | Участей: 1                   | Участей: 1                   | Участей: 1                   | Участей: 1                   |
| Рік                          | Раунд                        | Місце                        | І                            | В                            | Н                            | П                            | ГЗ                           | ГП                           |
| ---------------------------- | ---------------------------- | ---------------------------- | ---------------------------- | ---------------------------- | ---------------------------- | ---------------------------- | ---------------------------- | ---------------------------- |
| 2009                         | Не кваліфікувалися           | Не кваліфікувалися           | Не кваліфікувалися           | Не кваліфікувалися           | Не кваліфікувалися           | Не кваліфікувалися           | Не кваліфікувалися           | Не кваліфікувалися           |
| 2011                         | 4-те місце                   | 4                            | 6                            | 2                            | 3                            | 1                            | 7                            | 4                            |
| 2014                         | Знялися                      | Знялися                      | Знялися                      | Знялися                      | Знялися                      | Знялися                      | Знялися                      | Знялися                      |
| 2016                         | Дискваліфіковані             | Дискваліфіковані             | Дискваліфіковані             | Дискваліфіковані             | Дискваліфіковані             | Дискваліфіковані             | Дискваліфіковані             | Дискваліфіковані             |
| Всього                       | 4-те місце                   | 1/4                          | 6                            | 2                            | 3                            | 1                            | 7                            | 4                            |